# Mari (prénom breton)
Mari  est un prénom breton équivalent de Marie, parfois Mai par contraction, orthographié Maï en français.

## Composés
- Maiwenn, orthographié Maïwenn en français.
- Mannaig

## Personnes
- Mari Manac'h
- Yann-Vari Perrot
- Pêr-Vari Kerloc'h

## Littérature
- Mari Vorgan, roman en langue bretonne de   Roparz Hemon en 1962.